# Peugeot 308 I
Pour les articles homonymes, voir Peugeot 308.
 (avril 2016).
La Peugeot 308 est une automobile compacte du constructeur Peugeot, produite du 19 septembre 2007 à 2014, et est remplacée le 12 septembre 2013 par la Peugeot 308 II.
La Peugeot 308 a été présentée à la presse le 27 juin 2007 à Guebwiller (Alsace), à proximité de deux sites de production européens. La commercialisation a débuté le 20 septembre 2007 avec un objectif de ventes de 350 000 en année pleine, contre un maximum de 580 000 réalisé par une 307 qui avait moins de concurrence face à elle. La 308 cinq portes est fabriquée à Sochaux et Mulhouse en France, à Buenos Aires en Argentine et à Kalouga en Russie.

## Historique
Le style de la 308 reprend les codes stylistiques du concept-car 907 avec des optiques allongées, ses lignes dynamiques et l'extrémité du capot plongeant vers l'avant inspiré de la F1. Ce design peut venir du fait qu'au moment de l'étude de la 907, l'équipe du style Peugeot dirigée par Gérard Welter travaillait en parallèle sur la 308. Pour ce qui est de la qualité des matériaux et de la finition de sa 308, Peugeot a pris pour cible les constructeurs allemands (notamment Audi qui est réputé en termes de finition et de qualité et surtout son A3 qui est dans le même segment que la 308).
En septembre 2007 la berline cinq portes est introduite et succède à la 307. Il faudra attendre décembre pour voir arriver la version trois portes et plusieurs mois encore pour voir le break SW, en avril 2008. À la suite de ses prédécesseurs, les coupés cabriolets 206 et 307, Peugeot lance la 308 cc commercialisée en mars 2009. En novembre, le coupé 308 RCZ présenté au salon de Francfort en septembre 2007 est confirmée, avec le moteur 1.6 THP dont la puissance serait portée à plus de 200 ch. Il perd finalement l'appellation 308, pour devenir RCZ. La 308 GTi inaugure le moteur 1,6 THP de 200 chevaux et utilise un logo à connotation sportive qui avait été arrêté en France depuis les 205 et 309 GTI.
Au début de l'année 2010, à la suite d'un remaniement de la gamme, la version trois portes de la 308 disparaît.
Un restylage est présenté au Salon international de l'automobile de Genève 2011.

### Phase I (2007 — 2011)
Au lancement, six motorisations sont proposées : trois essence et trois Diesel.
En essence, ce sont les moteurs Prince développés avec BMW qui sont utilisés. Deux blocs atmosphériques VTi de 1,4 litre et 1,6 litre qui disposent d'une distribution à calage variable et un 1,6 litre turbocompressé THP de 150 ch.
L’offre Diesel se compose du 1.6 HDi 90 ch (FAP en option) ou 110 ch FAP, et du 2,0 L HDi FAP 136 ch. La gamme dispose de la nouvelle boîte de vitesses robotisée (simple embrayage) à six rapports sur le 1,6 L HDi FAP 110 ch, d'une boîte automatique à 6 rapports sur le 2,0 L HDi FAP 140 ch et une boîte classique à5 rapports sur le 1,6 L HDi FAP (et non FAP) 90 ch, le 1,6 L HDi FAP 110 ch est muni d'une boîtes de vitesses manuelle à 5 ou 6 rapports et le 2,0 L HDi 140 est muni d'une boîtes de vitesses manuelle à 6 rapports.
L'équipement propose des innovations : AFIL, projecteurs bi-xénon directionnels, système de guidage satellite à disque dur et écran escamotable de 18 cm, l'aide au stationnement avant ou bien le réglage lombaire des sièges avant (inclus dans le pack confort, de série à partir de la finition Premium Pack).
La version trois portes est commercialisée dès décembre 2007 en même temps que les finitions Confort et Confort Pack et des deux moteurs d'entrée de gamme et elle est fabriquée à Mulhouse. Les moteurs HDi sont équipés de série d'un FAP pour les motorisations 1,6 L HDi 110 et le 2,0 L HDi FAP 140 ; pour le HDi 90 ch cela reste une option à 500 €. Sa commercialisation cesse en 2010.
Les variantes ultérieures sont le break, le coupé cabriolet, le crossover 3008 et le coupé inspiré du concept car 308 RCZ qui perdra toutefois son appellation 308. À partir de 2008 une évolution du 1,6 L THP est disponible, sa puissance passant à 175 ch. Il s'agit du moteur le plus puissant de la berline jusqu'à la sortie de la déclinaison sportive GTi, équipée du 1,6 L THP 200.

### Phase II (2011 — 2014)

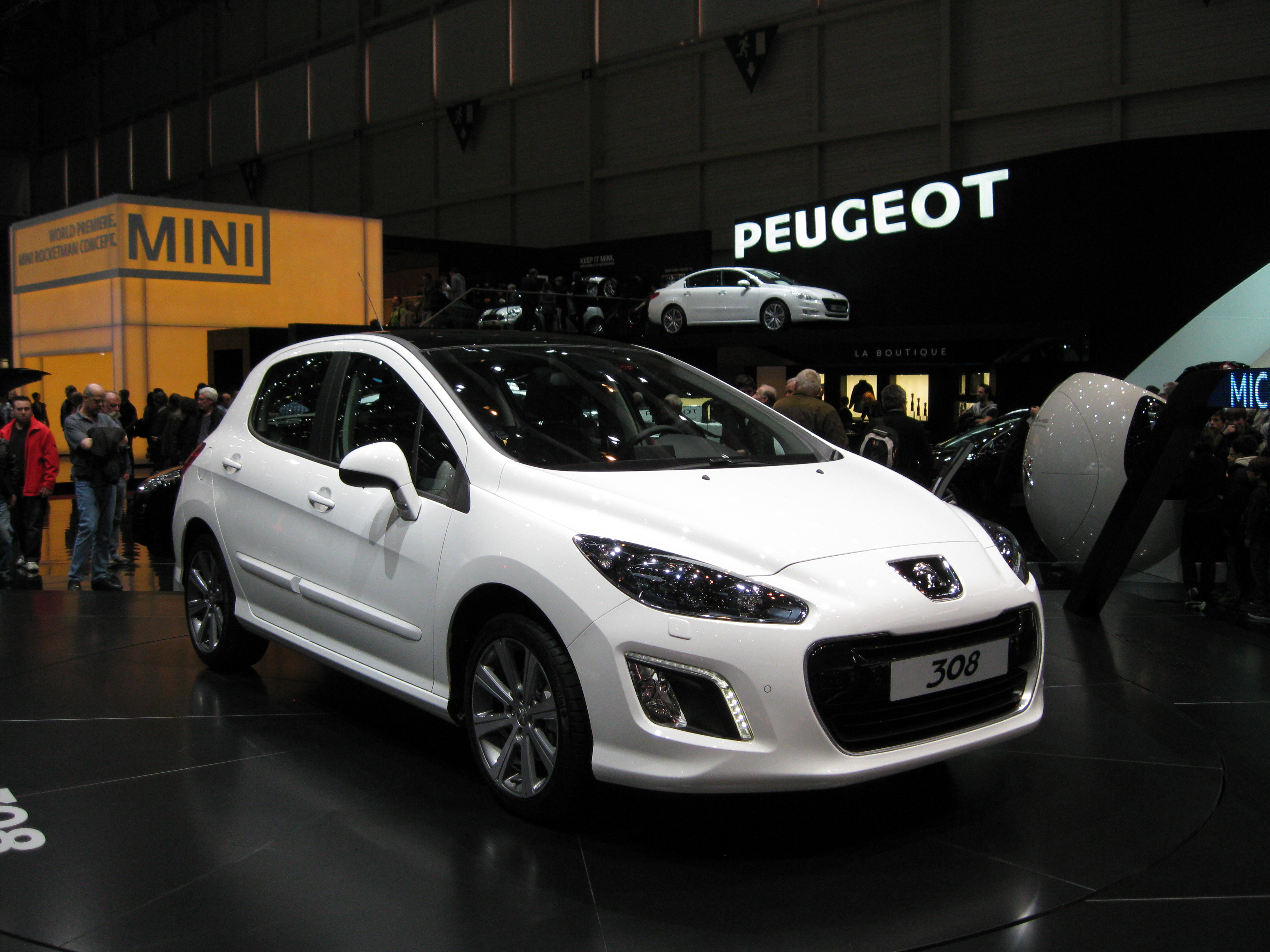
Peugeot 308 I phase 2.

En mars 2011, la Peugeot 308 est restylée : elle reçoit de nouveaux boucliers à diodes à l'avant. Les optiques avant sont légèrement réduites et le design des anti-brouillards avant est légèrement modifié. Enfin, le monogramme PEUGEOT intègre la calandre avant, sous le logo et le support de plaque est rehaussé, dans le centre de la calandre. À l'arrière, le bouclier des versions haut de gamme de phase 1 (inserts chromés, diffuseur sport) est désormais de série sur l'ensemble des modèles. On distingue facilement ces nouveaux modèles par leur barre chromée présente sur la porte du hayon. Les optiques arrière, elles, sont inchangées. Certains modèles de jantes ont aussi droit à un coup de pinceau, comme les classiques jantes Santiagito 16 pouces qui disparaissent du catalogue au profit de Santiagito 2, de même dimension, mais légèrement plus dynamiques.
À l'intérieur de l'habitacle il y a peu de changements visibles, car c'est principalement sous le capot que la différence se fait sentir. Les blocs essence, par exemple, évoluent faisant passer le petit VTi 95 à 98 chevaux, et le VTi 120 à 122 chevaux.

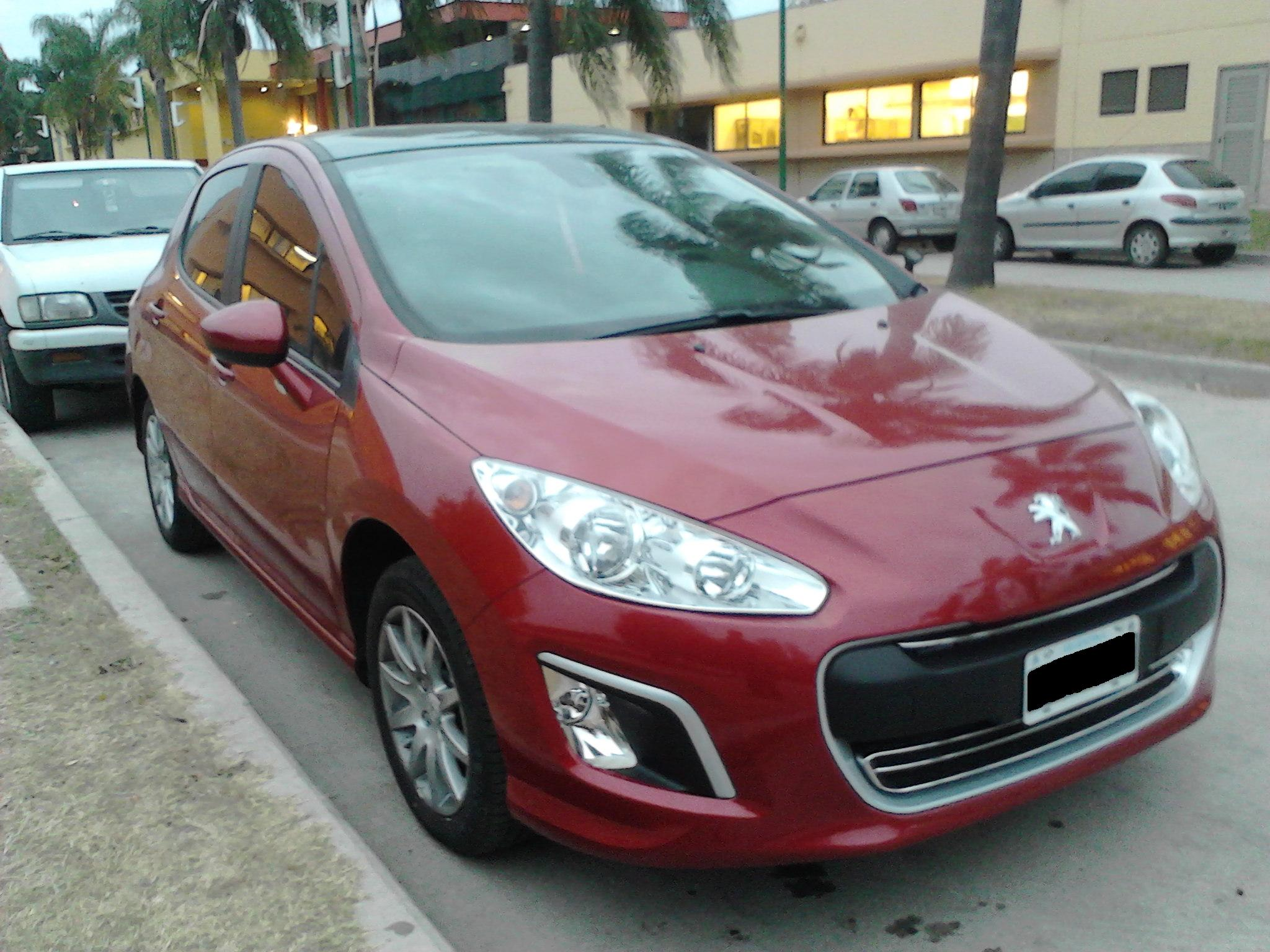
Peugeot 308 I phase 2.

Fin 2011, Peugeot lance la production de la 308 cinq portes en Argentine et exporte le modèle dans de nombreux pays d'Amérique latine. Comme le modèle chinois, le lion repose directement sur le capot et une barrette de chrome en moins comme la Peugeot RCZ restylée. 

### Phase III (2014 - 2021) - Réservée à l'Amérique du Sud

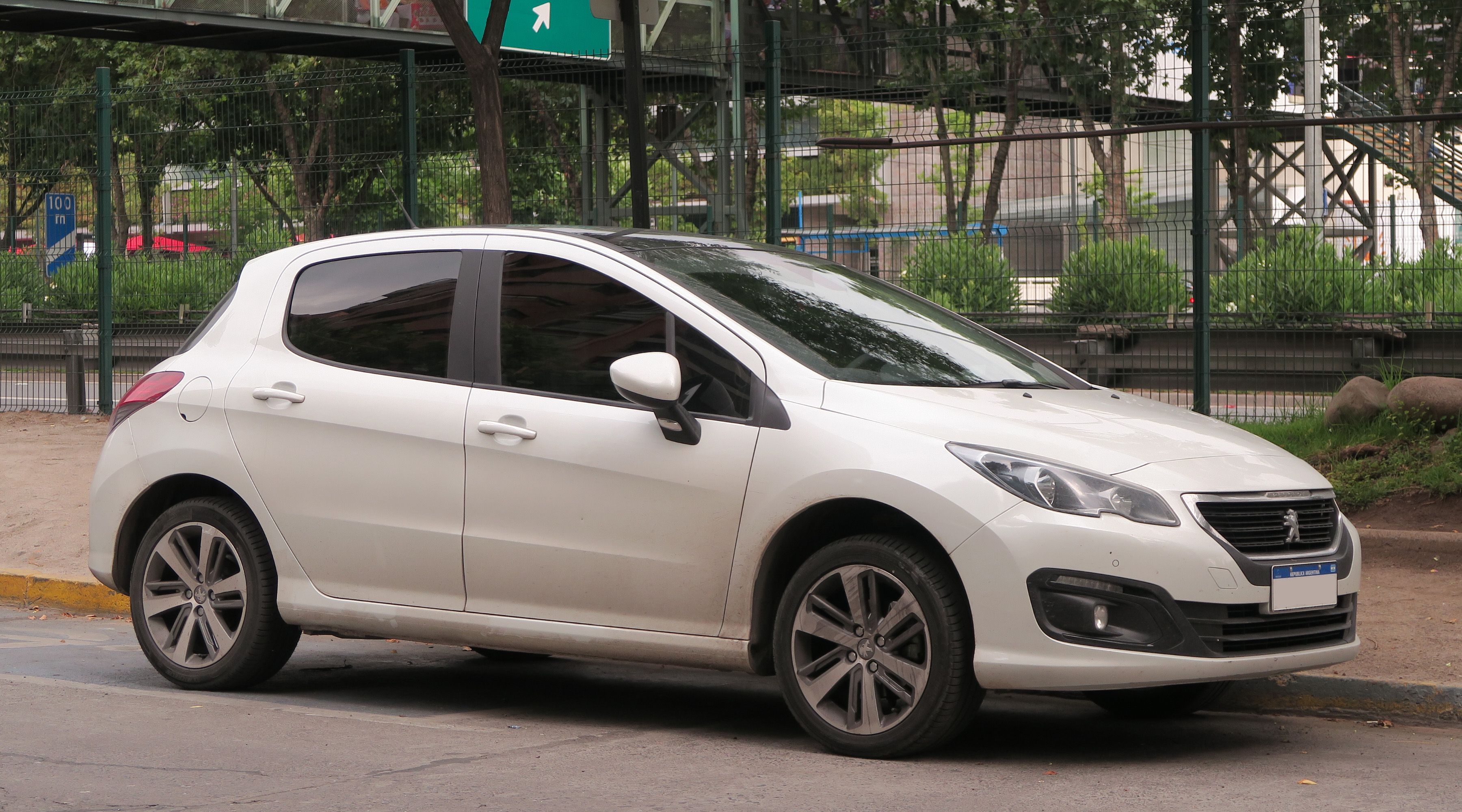
Peugeot 308 I phase 3.

La plateforme EMP2 n'étant pas industrialisée en Amérique du Sud à cette époque, la 308 de première génération y reste commercialisée et reçoit en 2015 un second restylage la rapprochant stylistiquement de la 308 II GT.
Le bouclier avant est inspiré de la 308 II de 2013 (optiques réduites, logo et texte Peugeot, anti brouillards ronds, capot moins profilé...).
L'intérieur subit quelques modifications pour accueillir quelques éléments de la 308 II. On trouve ainsi un écran tactile parfaitement intégré dans la console centrale, à la place du traditionnel poste CD/MP3 et du vide poches.
Cette version restylée propose à son lancement 4 moteurs : 1.6 16v 115, 2.0 16v 145, 1.6 16v THP 163 et 1.6 8v HDi 115. De plus, la boîte manuelle passe de 5 à 6 vitesses et la boîte automatique Tiptronic dispose désormais de différents modes de conduite.
En 2017, Peugeot lance une série limitée Roland Garros.
Sur certains marchés comme l'Argentine (dès janvier 2019 pour ce pays), la Peugeot 308 I et la Peugeot 308 II cohabitent au sein de la gamme. La seconde, importée d'Europe, est appelée localement Peugeot 308 S.
Début 2019, la 308 I cesse d'être commercialisée au Brésil à cause de faibles volumes de vente. Elle continue d'être proposée en Argentine et dans quelques pays d'Amérique du Sud.
En même temps que la Peugeot 408 I, la Peugeot 308 I cesse définitivement d'être produite en Argentine courant 2021, sans remplaçante directe locale ni importée.

## Motorisations

### Essences
| Motorisations Essence          | VTi 95                                         | VTi 98                                         | VTi 120                                        | VTi 122                                        | THP 140                                        | THP 150                                        | THP 156                                        | THP 175                                        | THP 200                                        | 2,0 140                                        | 2,0 150                                        |
| Type                           | 4 cylindres en ligne 16s transversal (type EP) | 4 cylindres en ligne 16s transversal (type EP) | 4 cylindres en ligne 16s transversal (type EP) | 4 cylindres en ligne 16s transversal (type EP) | 4 cylindres en ligne 16s transversal (type EP) | 4 cylindres en ligne 16s transversal (type EP) | 4 cylindres en ligne 16s transversal (type EP) | 4 cylindres en ligne 16s transversal (type EP) | 4 cylindres en ligne 16s transversal (type EP) | 4 cylindres en ligne 16s transversal (type EW) | 4 cylindres en ligne 16s transversal (type EW) |
| Cylindrée (cm3)                | 1 397                                          | 1 397                                          | 1 598                                          | 1 598                                          | 1 598                                          | 1 598                                          | 1 598                                          | 1 598                                          | 1 598                                          | 1 997                                          | 1 997                                          |
| Puissance maxi. (ch. - tr/min) | 95 à 6 000                                     | 98 à 6 000                                     | 120 à 6 000                                    | 122 à 6 000                                    | 140 à 6 000                                    | 150 à 6 000                                    | 156 à 6 000                                    | 175 à 6 000                                    | 200 à 5 800                                    | 143 à -                                        | 151 à 6 000                                    |
| Couple maxi. (N m - tr/min)    | 136 à 4 000                                    | 136 à 4 000                                    | 160 à 4 250                                    | 160 à 4 250                                    | 240(260) à 1 400                               | 240(260) à 1 400                               | 240(260) à 1 400                               | 240(260) à 1 400                               | 275 à 1 700                                    | -                                              | 216 à 4 000                                    |
| Boîte de vitesses              | BVM5                                           | BVM5                                           | BVM5/BVA4                                      | BVM5/BVA4                                      | BVA4                                           | BVM5/6                                         | BVM6/BVA6                                      | BVM6                                           | BVM6                                           | BVM5                                           | BVA                                            |
| Transmission                   | aux roues avant                                | aux roues avant                                | aux roues avant                                | aux roues avant                                | aux roues avant                                | aux roues avant                                | aux roues avant                                | aux roues avant                                | aux roues avant                                | aux roues avant                                | aux roues avant                                |
| 0 à 100 km/h (s)               | 12,7                                           | 12,7                                           | 10,8/13                                        | 10,8/13                                        | 10,2                                           | 8,7                                            | 8,8/9                                          | 8,3                                            | 7,7                                            | 9,6                                            | 9,1                                            |
| Vitesse maxi. (km/h)           | 182                                            | 182                                            | 195/188                                        | 195/188                                        | 202                                            | 217                                            | 214/212                                        | 225                                            | 237                                            | 206                                            | 208                                            |
| Consommations (L/100 km)       | 6,5                                            | 6                                              | 6,7/7,4                                        | 6,4/6,9                                        | 7,9                                            | 7,9                                            | 6,6/7,6                                        | 7,6                                            | 6,9                                            | 7.5                                            | -                                              |
| Émissions de CO2 (g/km)        | 155                                            | 139                                            | 155/174                                        | 147/157                                        | 188                                            | 167                                            | 155/176                                        | 180                                            | 159                                            | -                                              | -                                              |
| Norme (euro)                   | 4                                              | 5                                              | 4                                              | 5                                              | 4                                              | 4                                              | 5                                              | 4                                              | 5                                              | 4                                              | 4                                              |

### Diesel
| Motorisations Diesel           | HDi 90                                             | HDi 92                                            | HDi 110                                            | e-HDi 110                                          | HDi 112                                           | e-HDi 112                                         | e-HDi 115                                         | HDi 136                                        | HDi 140                                        | HDi 150                                        | HDi 163                                        |
| Type                           | 4 cylindres en ligne transversal 16s (type DV/DLD) | 4 cylindres en ligne transversal 8s (type DV/DLD) | 4 cylindres en ligne transversal 16s (type DV/DLD) | 4 cylindres en ligne transversal 16s (type DV/DLD) | 4 cylindres en ligne transversal 8s (type DV/DLD) | 4 cylindres en ligne transversal 8s (type DV/DLD) | 4 cylindres en ligne transversal 8s (type DV/DLD) | 4 cylindres en ligne transversal 16s (type DW) | 4 cylindres en ligne transversal 16s (type DW) | 4 cylindres en ligne transversal 16s (type DW) | 4 cylindres en ligne transversal 16s (type DW) |
| Cylindrée (cm3)                | 1 560                                              | 1 560                                             | 1 560                                              | 1 560                                              | 1 560                                             | 1 560                                             | 1 560                                             | 1 997                                          | 1 997                                          | 1 997                                          | 1 997                                          |
| Puissance maxi. (ch. - tr/min) | 90                                                 | 92                                                | 110                                                | 110                                                | 112                                               | 112                                               | 115                                               | 136                                            | 140                                            | 150                                            | 163                                            |
| Couple maxi. (N m - tr/min)    | 215 à 1 750                                        | 215 à 1 750                                       | 240 à 1 750                                        | 285 à 1 750                                        | 270 à 1 750                                       | 270 à 1 750                                       | 270 à 1 750                                       | 320(340) à 2 000                               | 320(340) à 2 000                               | 320(340) à 2 000                               | 320(340) à 2 000                               |
| Boîte de vitesses              | BVM5                                               | BVM5                                              | BVM5/6                                             | BMP6                                               | BVM5/BVM6                                         | BMP6                                              | BVM6                                              | BVM6/BVA6                                      | BVM6                                           | BVM6                                           | BVM6/BVA6                                      |
| Transmission                   | aux roues avant                                    | aux roues avant                                   | aux roues avant                                    | aux roues avant                                    | aux roues avant                                   | aux roues avant                                   | aux roues avant                                   | aux roues avant                                | aux roues avant                                | aux roues avant                                | aux roues avant                                |
| 0 à 100 km/h (s)               | 12,6                                               | 13                                                | 11,3                                               | 11,4                                               | 11,3                                              | 11.4                                              | 11,4                                              | 10,1/10,6                                      | 10,1                                           | 8,8                                            | 11,7                                           |
| Vitesse maxi. (km/h)           | 180                                                | 180                                               | 191                                                | 190                                                | 190                                               | 190                                               | 190                                               | 205/200                                        | 205                                            | 205                                            | 197                                            |
| Consommations (L/100 km)       | 4,5                                                | 4,5                                               | 4,5                                                | 3,7                                                | 4,5                                               | 3,7                                               | 3,8                                               | 5,5/6,8                                        | 5,3                                            | 4,9                                            | 7,1                                            |
| Émissions de CO2 (g/km)        | 120                                                | 115                                               | 120                                                | 95                                                 | 114                                               | 95                                                | 100                                               | 146/160                                        | 139                                            | 129                                            | 174                                            |

### Évolutions

#### Essences
Au cours de sa carrière, diverses évolutions ont eu lieu :
- Le VTi 95 a été remplacé par le VTi 98
- Le VTi 120 a été remplacé par le VTi 122
- Le THP 140 (BVA) a été remplacé par le THP 156 (BVA)
- Le THP 150 a été remplacé par le THP 156
- Le THP 175 (Gt) a été remplacé par le THP 200 (GTi)

#### Diesel
Côté Diesel également il y a eu du changement :
- Le HDi 90 a été remplacé par le HDi 92
- Le HDi 110 a été remplacé par le HDi 112
- Le e-HDi 110 a été remplacé par le e-HDi 112 qui a été remplacé par le e-HDi 115
- Le HDi 136 BVM a été remplacé par le HDi 140 qui a été remplacé par le HDi 150
- Le HDi 136 BVA a été remplacé par le HDi 163.

## Carrosseries

### Berline trois et cinq portes
Les versions trois et cinq portes sont visuellement très proches, celles-ci partageant un maximum d'éléments en commun.
Le style de la 308 est un dérivé de la 207, on retrouve donc certains traits caractéristiques comme les optiques effilés, le logo proéminent ainsi que la large ouverture centrale du pare-chocs. L'architecture semi-haute de la 307 est conservée, favorisant la luminosité intérieure, surtout pour les versions dotées du toit panoramique. La berline cinq portes mesure 4,28 m soit 7,4 cm de plus que la 307, elle est aussi plus large de 5 cm (1,82 m) mais moins haute (- 1,2 cm). L’empattement reste identique. Le volume du coffre varie de 430 à 1 400 litres une fois les sièges abaissés. Sur les versions haut de gamme, la grille d'aération de la bouche centrale est de couleur gris métallisé aux lamelles resserrées façon coupé 407.
Le modèle trois portes est arrêté après Modèle:Nobre à la suite du remaniement de la gamme en 2010.

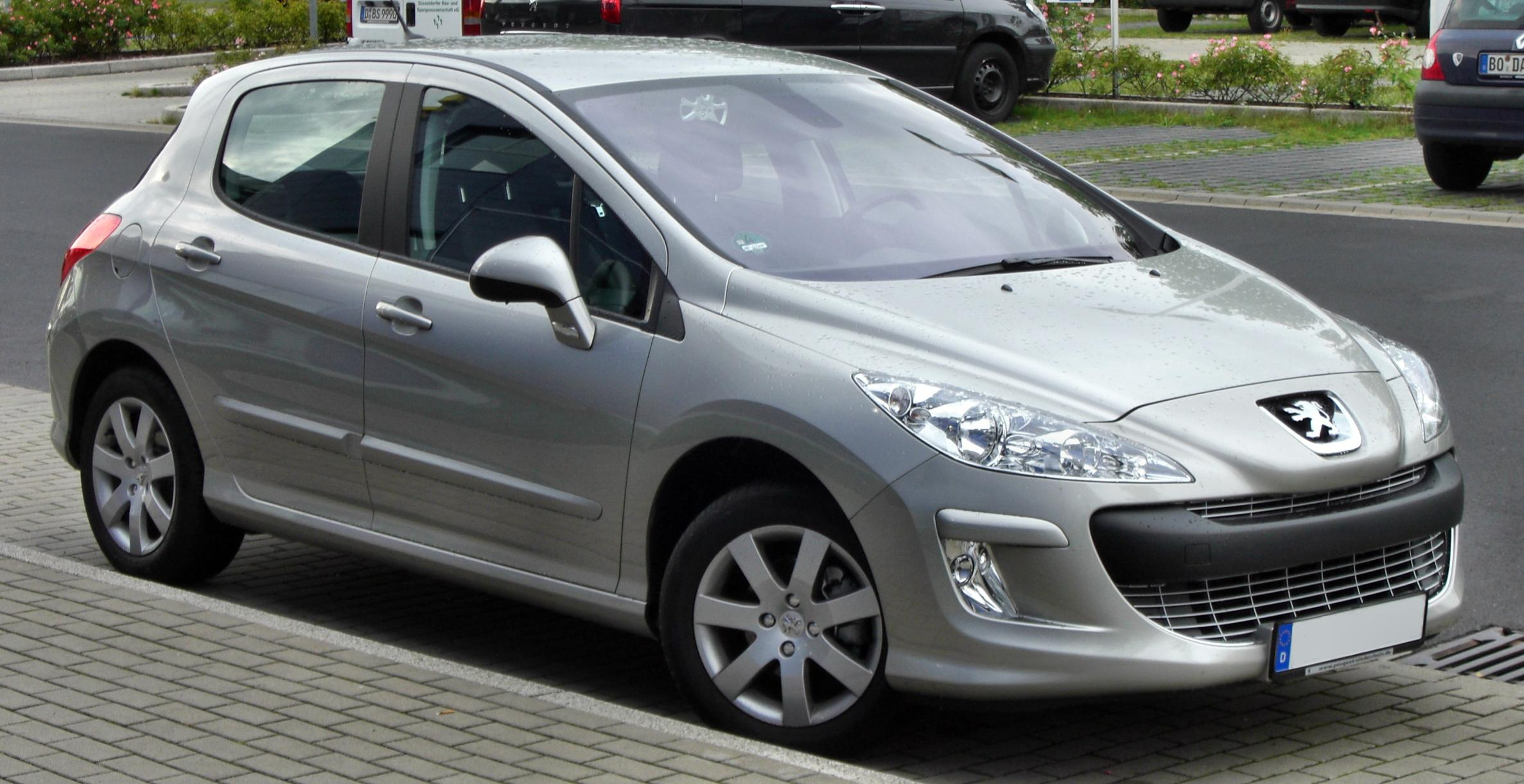
Peugeot 308 Phase I Berline.
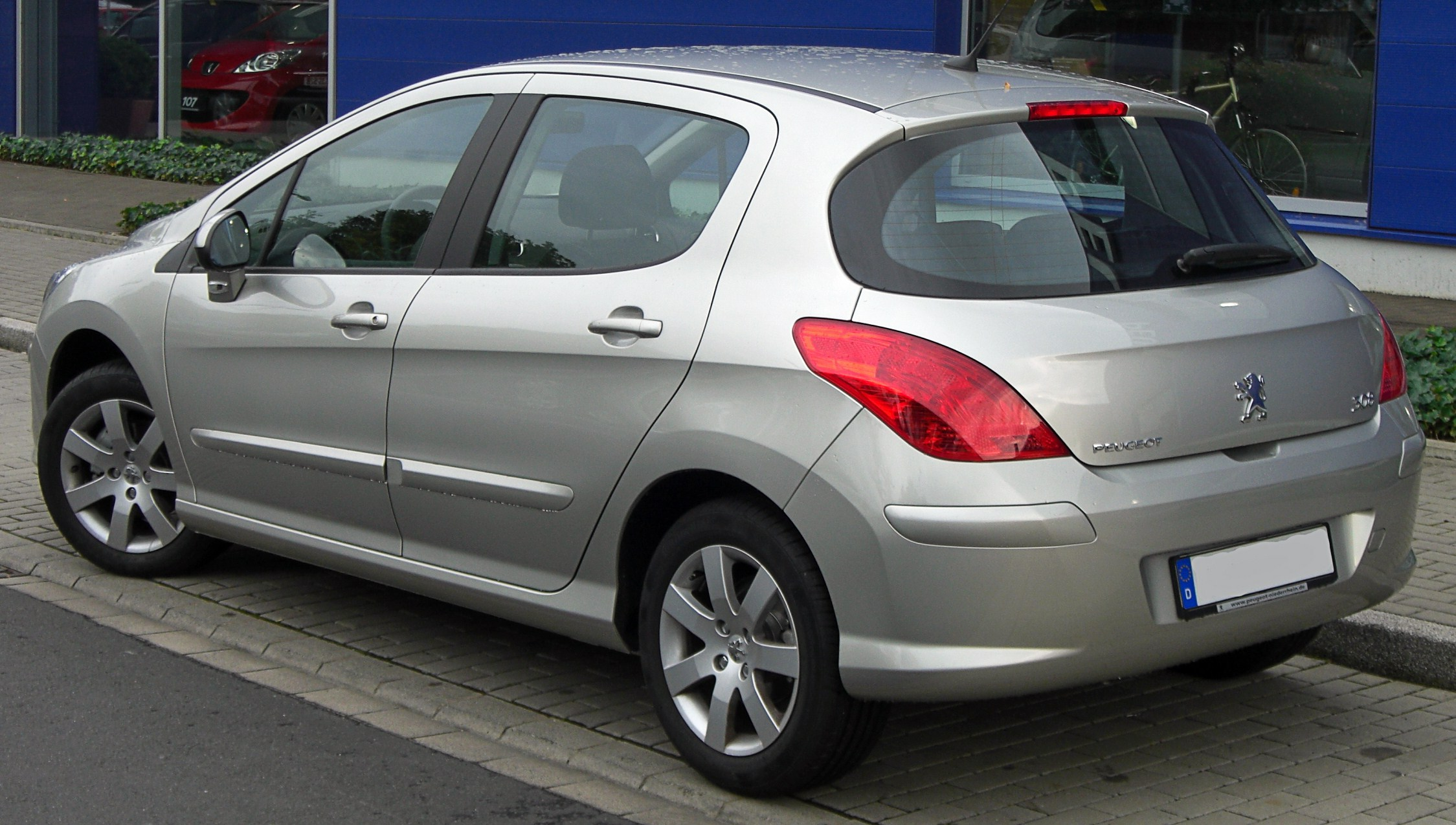
Peugeot 308 Phase I Berline.
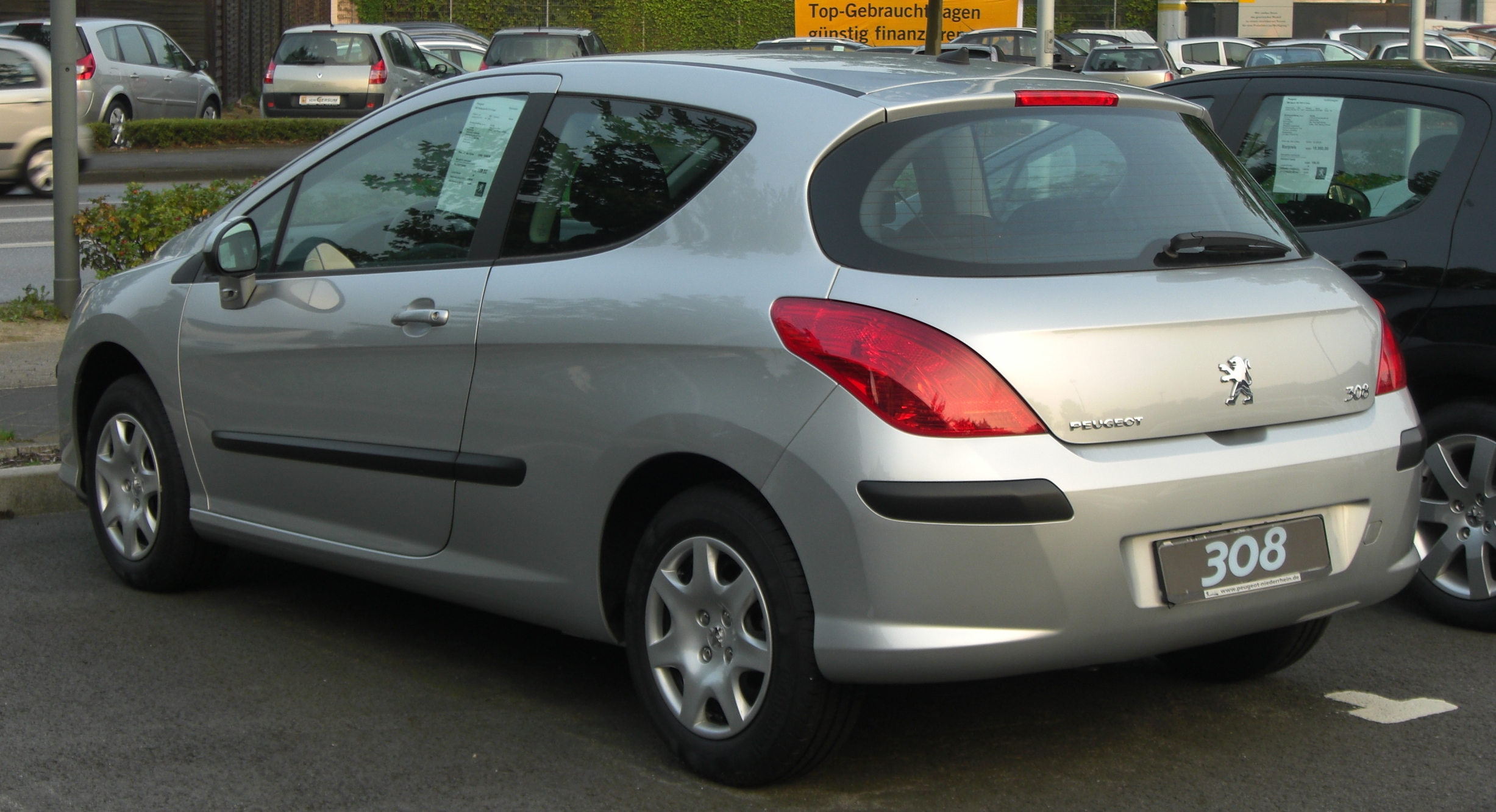
Peugeot 308 Phase I Berline trois portes.
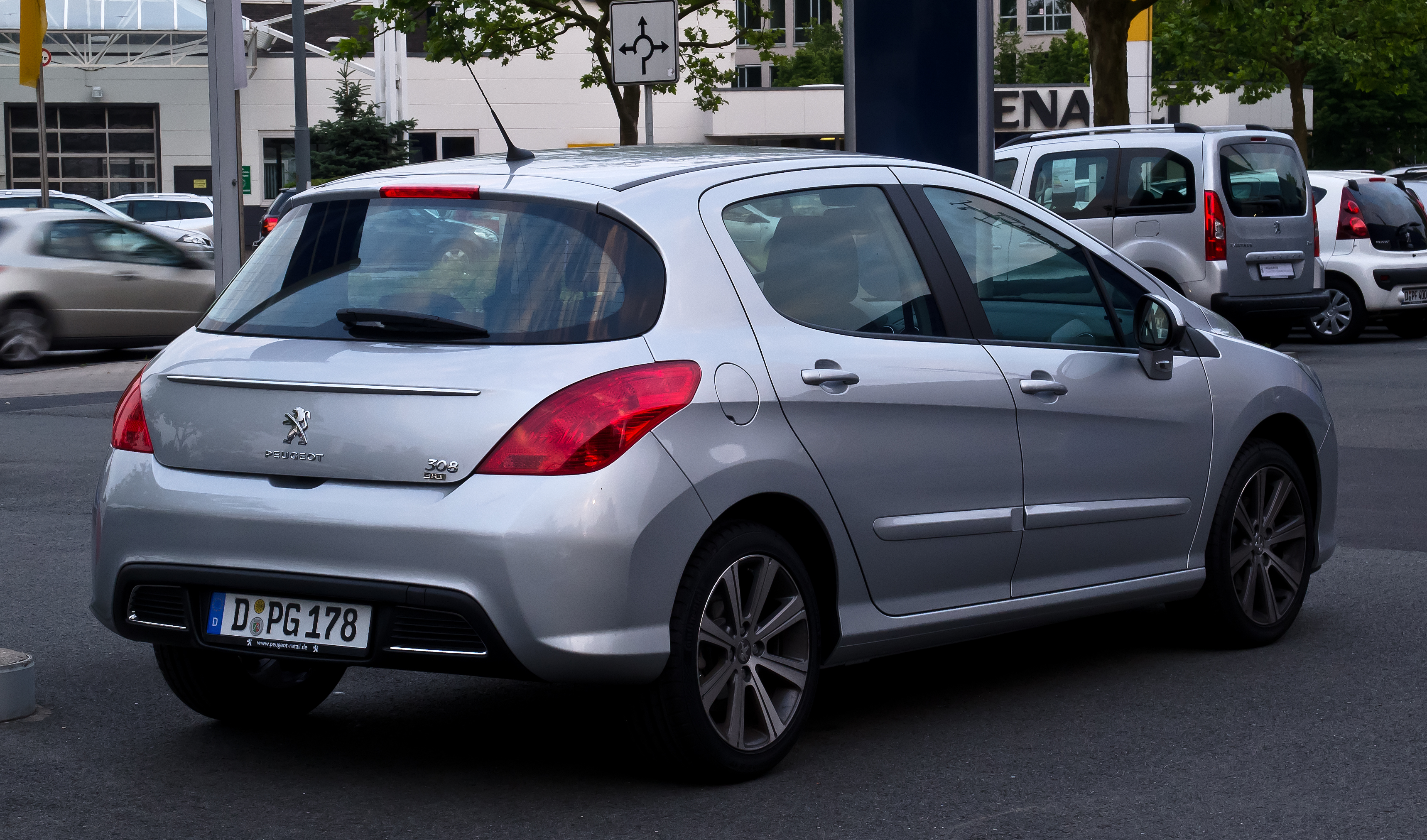
Peugeot 308 Phase II.

### Break SW
Présenté sous le nom de SW Prologue Concept au salon de Francfort en septembre 2007, la version finale est en réalité inchangée, bien que sa commercialisation ne débute qu'en avril 2008. La déclinaison est habituelle chez Peugeot depuis les 206 SW, cette version vient remplacer la 307 SW. Le toit panoramique a été reconduit et même étendu (1,68 m2, 27 % de plus que la 307 SW), le coffre gagne 53 dm3 pour passer à 573 dm3 au total, modulable jusqu'à 1 736 dm3. La version conserve exactement la carrosserie de la berline jusqu’aux pieds milieu, la longueur de la 308 SW est supérieure à celle de la berline de 22 cm, soit 4,50 m. Son empattement est allongé de 10 cm (2 708 mm). La hauteur est inchangée, les 57 mm de plus étant uniquement dû aux barres de toit.
L'innovation de cette version est la possibilité d'accueillir 7 personnes au moyen de sièges indépendants et escamotables à l'arrière.

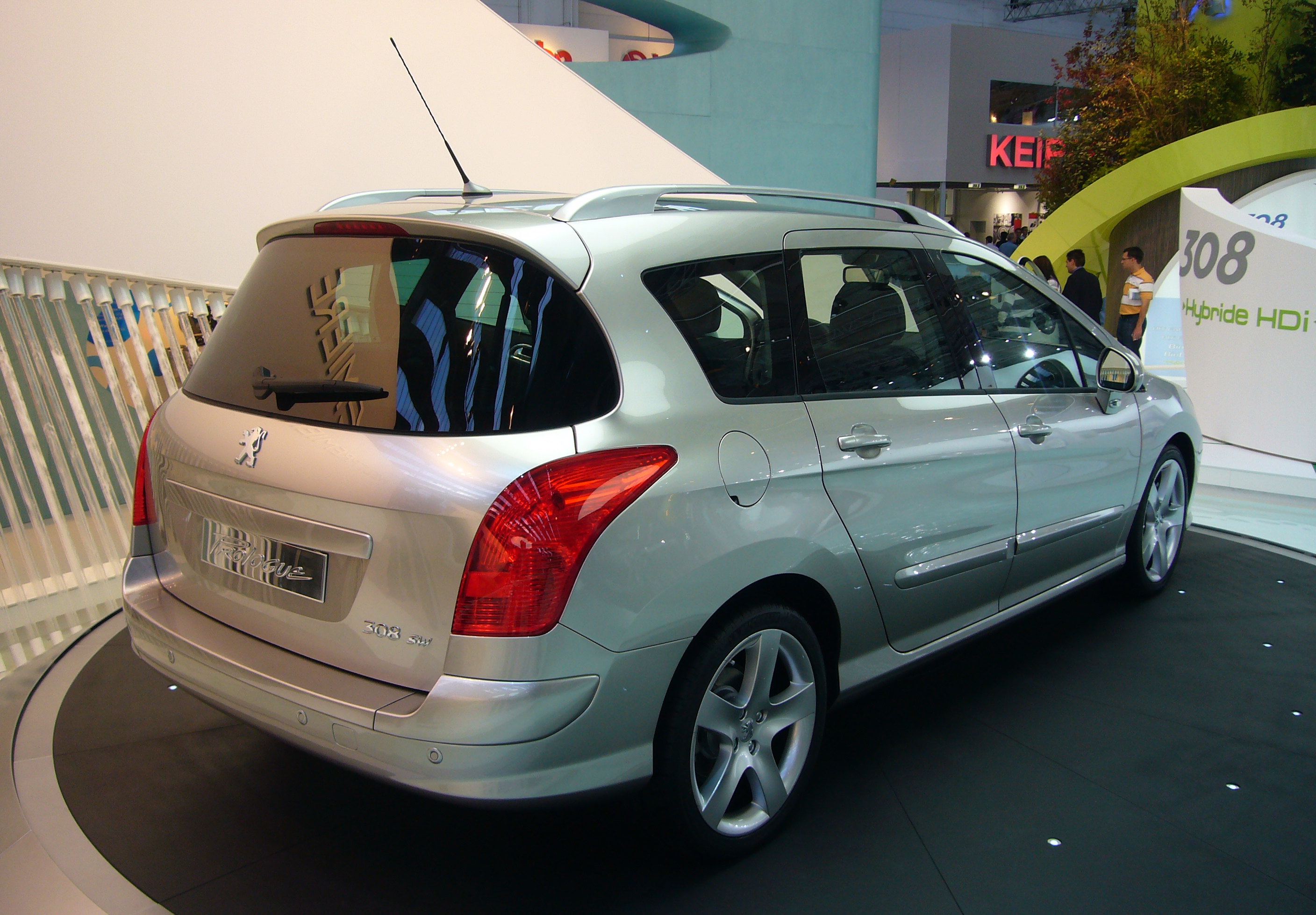
Peugeot 308 SW Prologue Concept.
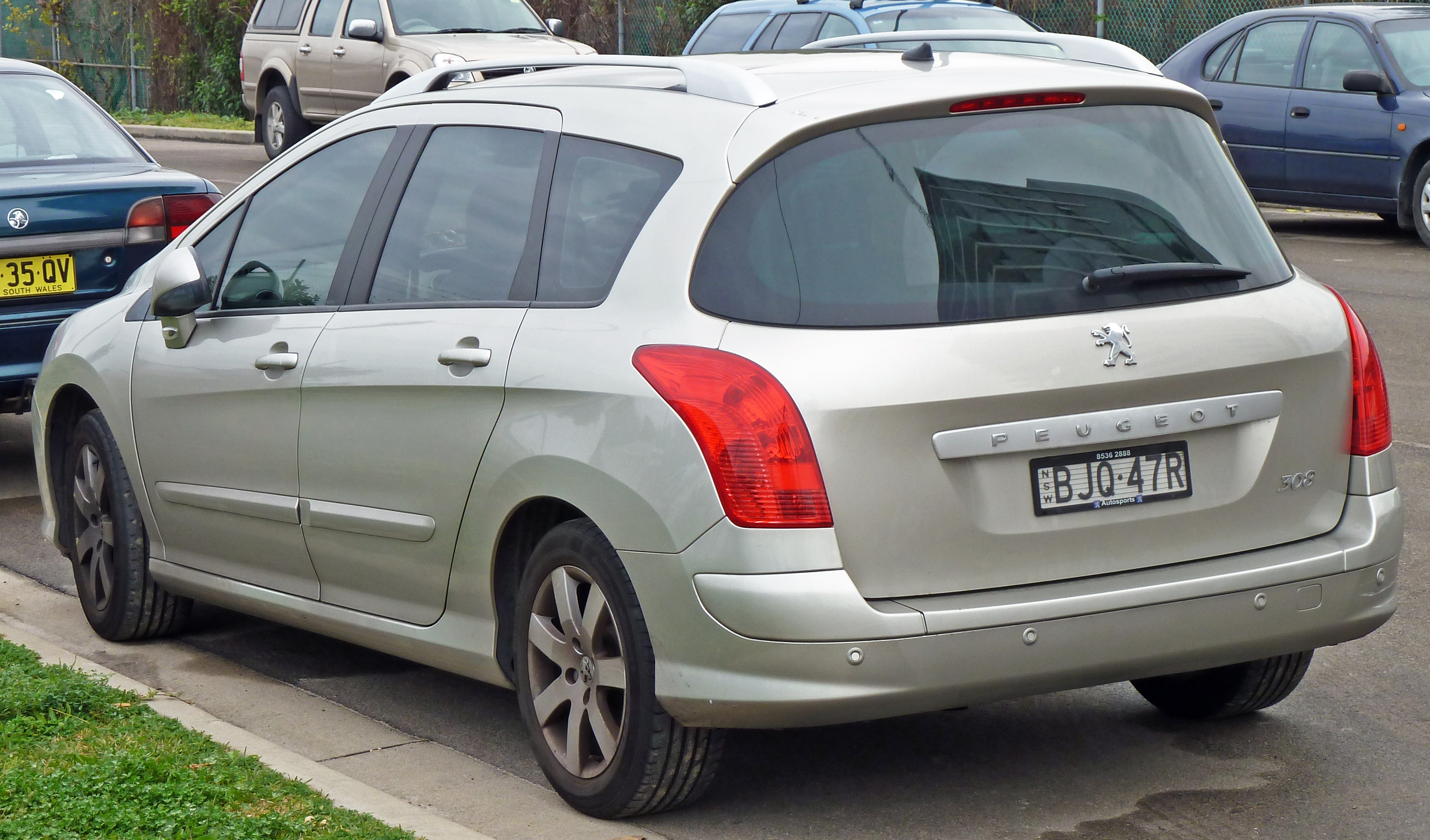
Peugeot 308 SW I Phase 1.
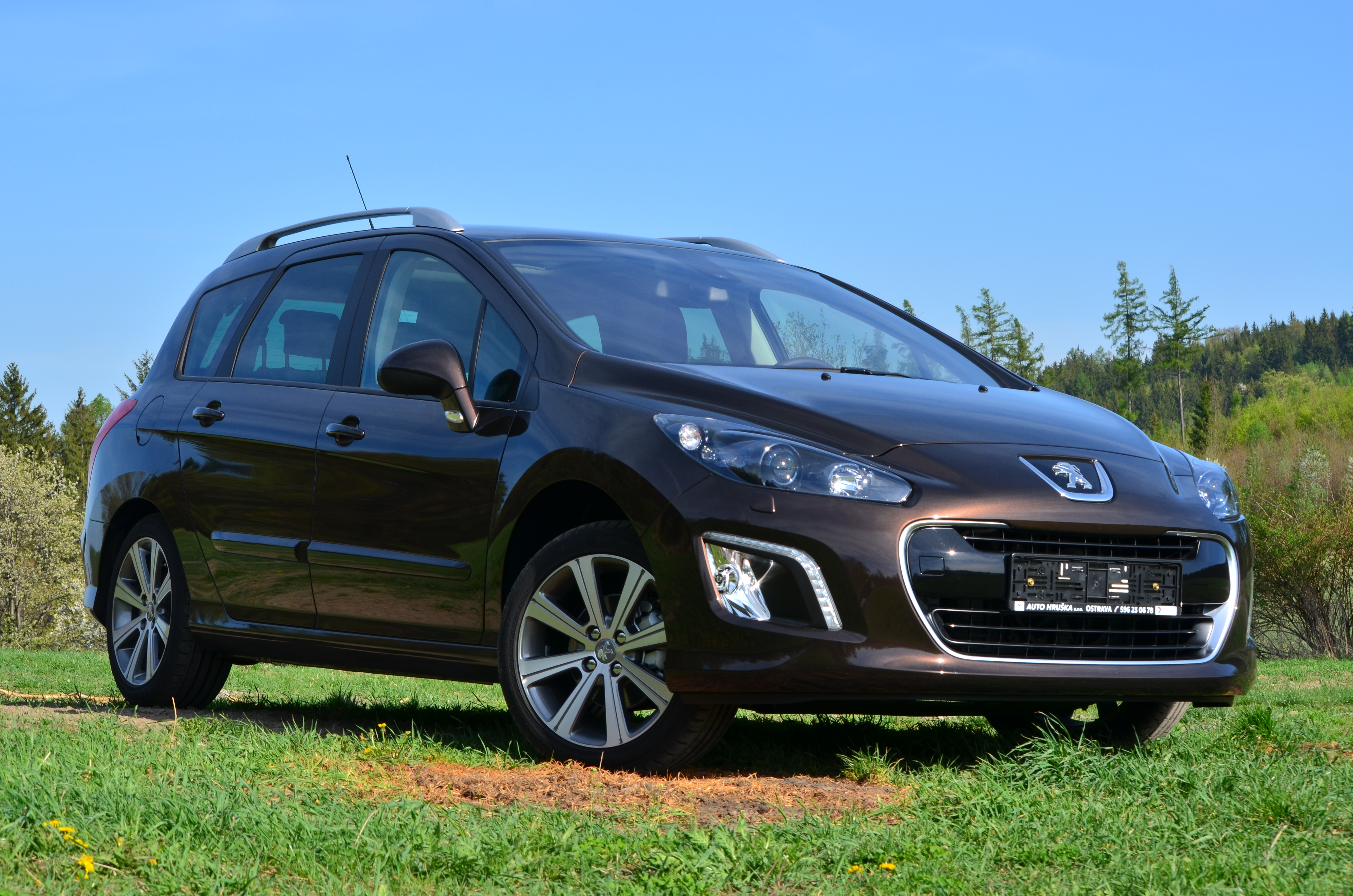
Peugeot 308 SW Phase 2.

### Coupé-cabriolet
À la suite des 206 et 307 Coupé cabriolet, la formule est reprise et améliorée avec un toit escamotable rigide, qui permet à la Peugeot 308 CC de passer de coupé à cabriolet en 20 secondes en conservant 4 places. Le volume du coffre est amélioré à 403 dm3 en configuration coupé, diminuant à 226 dm3 une fois décapoté (contre 350 et 204 dm3 sur la 307 CC). Sa commercialisation débute en mars 2009, il reprend un bouclier avant inspiré du concept 308 RCZ et l'arrière est pourvu d'un extracteur dédoublé et d'un becquet.
La sellerie cuir propose un chauffage de nuque en option (ou en pack haut de gamme) inspiré des systèmes des Mercedes SL et SLK. Un windstop est disponible de série. L'habitacle est équipé de 8 airbags, avec notamment un airbag-tête, comme pour Porsche. Le système d’arceaux extractibles par pyrotechnie de la 307 CC est conservé, ceux-ci se déploient en 175 ms en cas de situation de retournement.
Cette déclinaison est plus longue : 4 400 mm, plus large (1 870 mm) et plus basse (1 420 mm) que la berline.

### 308 Sedan
La 308 sedan est un modèle destiné à la Chine, présenté en septembre 2011 au Salon de Chengdu. Cette déclinaison à quatre portes succède à la Peugeot 307 Sedan. Elle a les mêmes caractéristiques techniques que la version cinq portes hormis sa longueur qui est de 4,56 m. Elle dispose d'un intérieur spécifique.

Peugeot 308 I quatre portes
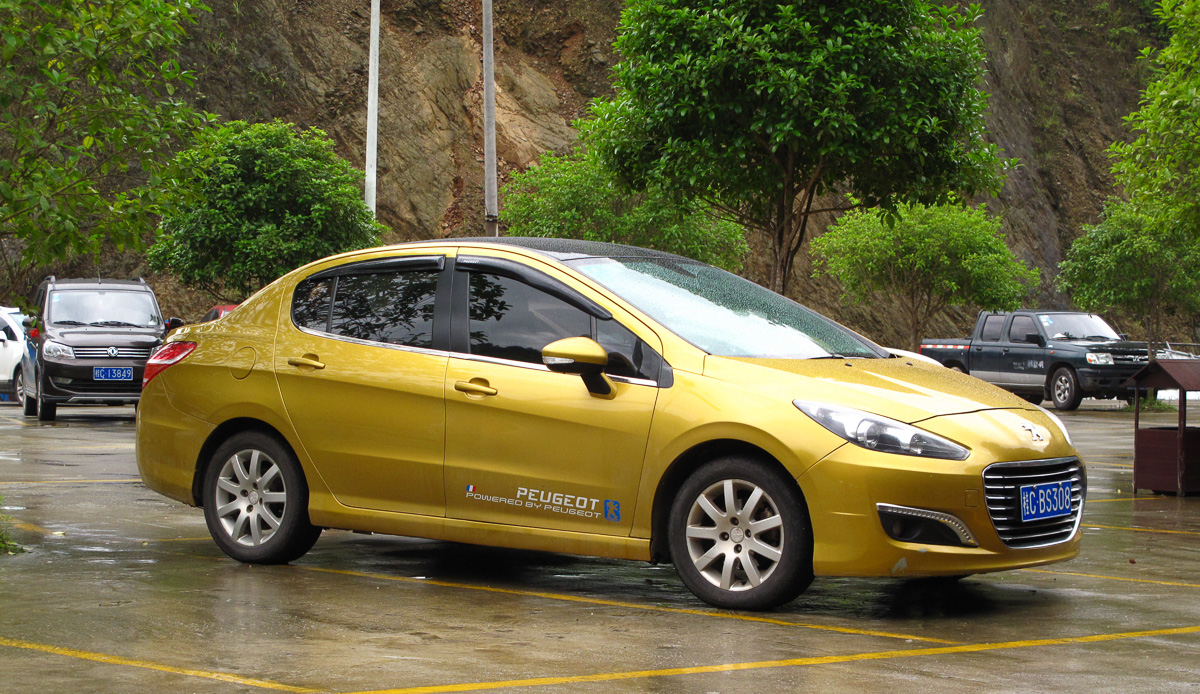
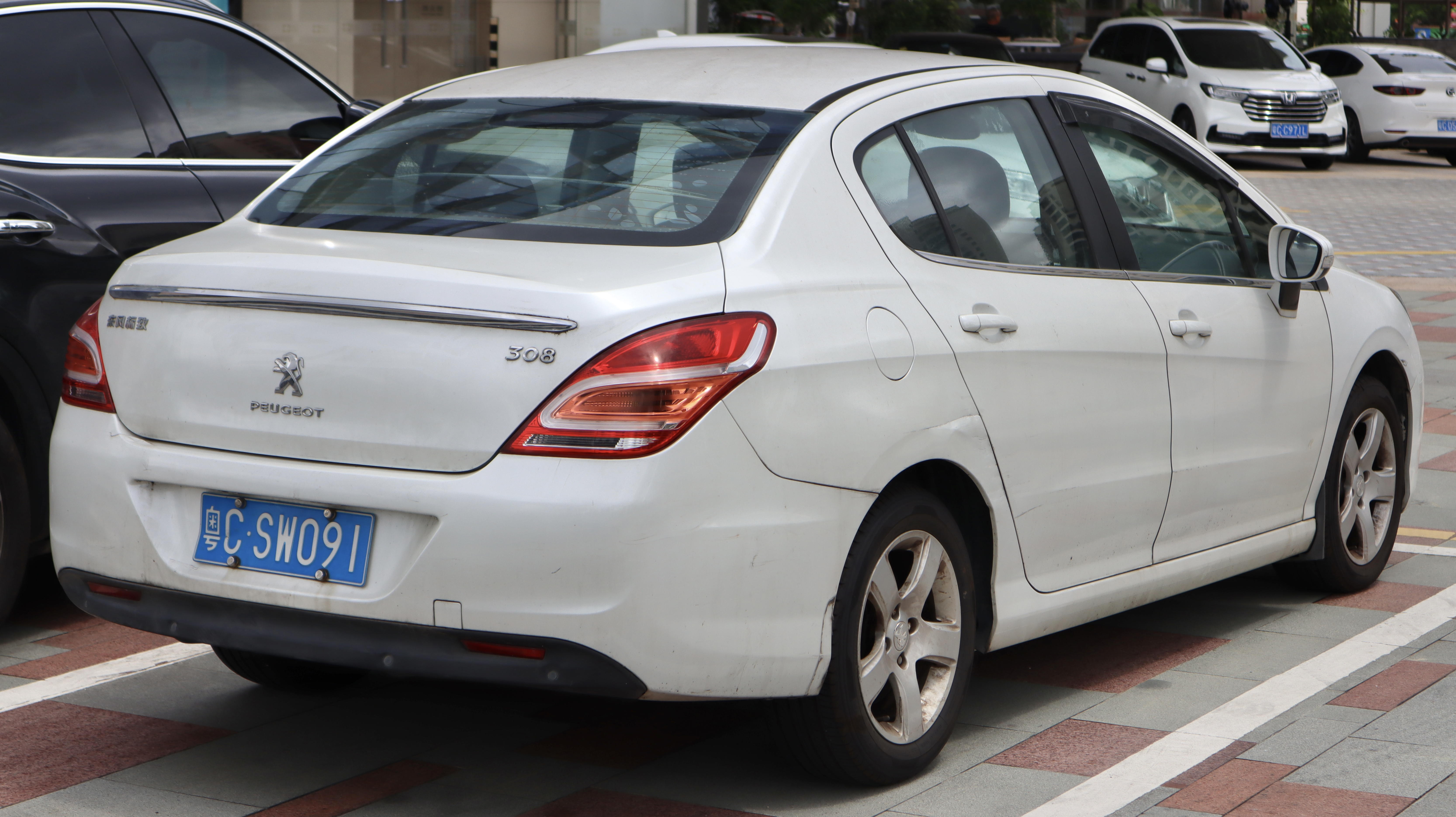

## Versions sportives

### GT / GTi

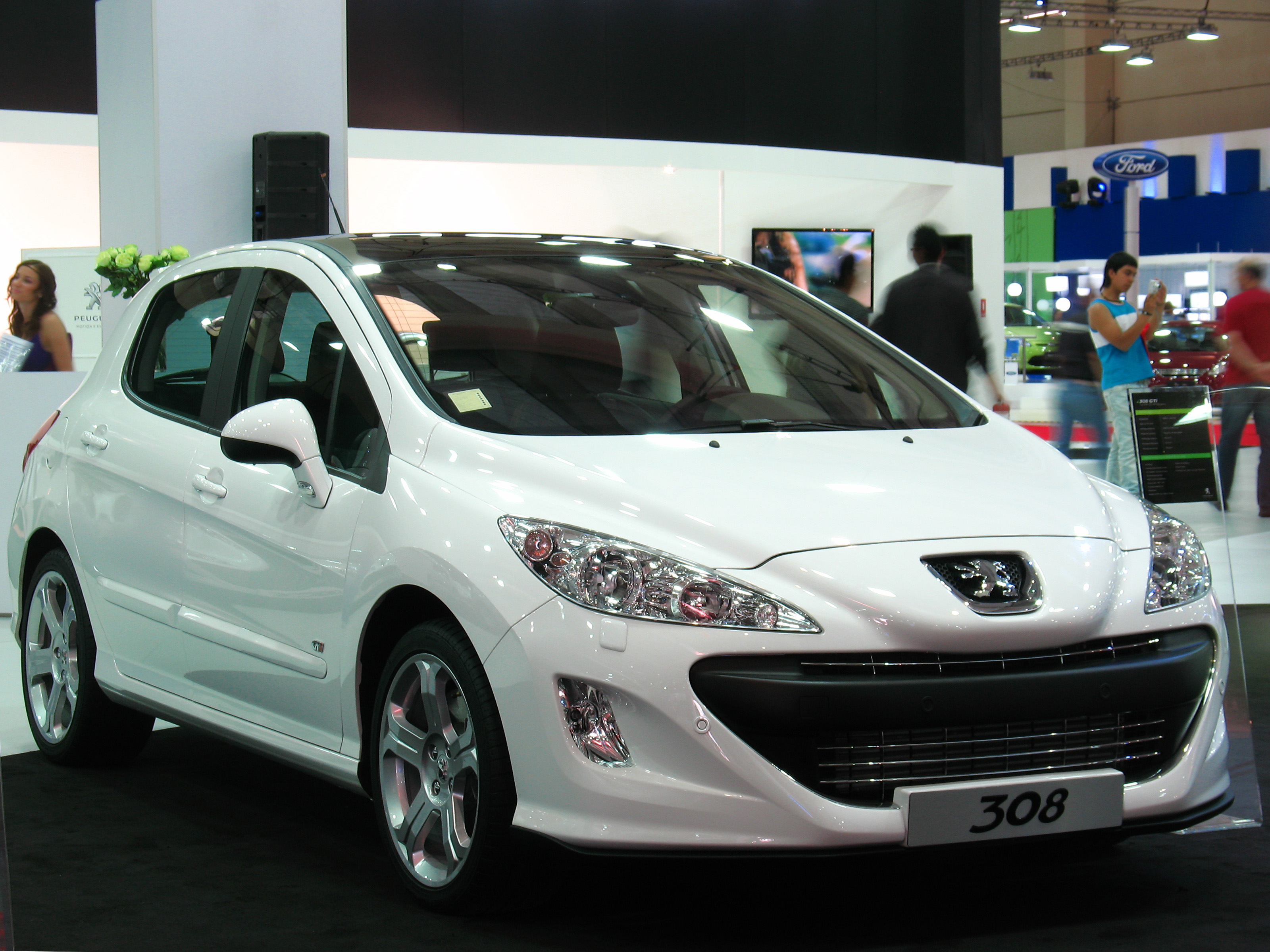
Peugeot 308 GTi.

Avant de décliner la 308 en version sportive et ressortir le blason GTi, peugeot a lancé une "308 GT" équipé du moteur de la 207 RC (1.6 THP 175). La GTi quant à elle est dotée du 1,6 L THP de 200 ch et n'est disponible qu'en version cinq portes à partir de janvier 2011.
| Motorisations Essence                                  | 1.6 THP 175                                    | 1.6 THP 200                                    |
| Type                                                   | 4 cylindres en ligne 16s transversal (type EP) | 4 cylindres en ligne 16s transversal (type EP) |
| Cylindrée (cm3)                                        | 1 598                                          | 1 598                                          |
| Appellation technique                                  | EP6DTS                                         | EP6CDTX                                        |
| Puissance maxi. (ch. - tr/min)                         | 175 à 6 000                                    | 200 ch à 5 500                                 |
| Couple maxi. (N m - tr/min)                            | 240 (260) à 1 400                              | 275 N m à 1 700                                |
| Boîte de vitesses                                      | BVM6                                           | BVM6                                           |
| Transmission                                           | Traction                                       | Traction                                       |
| 0 à 100 km/h (s)                                       | 8,3                                            | 7,7                                            |
| 80 à 120 km/h en 3/4/5/6 (s)                           | 5,1 / 6 / 8,7 / 10,2                           | 4,5 / 5,4 / 6,9 / 8,4                          |
| 1 000 m DA (s)                                         | 28,8                                           | 27,8                                           |
| Vitesse maxi. (km/h)                                   | 225                                            | 237                                            |
| Consommations (L/100 km) Extra-urbaine /urbaine /mixte | 7,6                                            | 6,9                                            |
| Émissions de CO2 (g/km)                                | 180                                            | 159                                            |
| Norme                                                  | Euro 4                                         | Euro 5                                         |

## RCZ

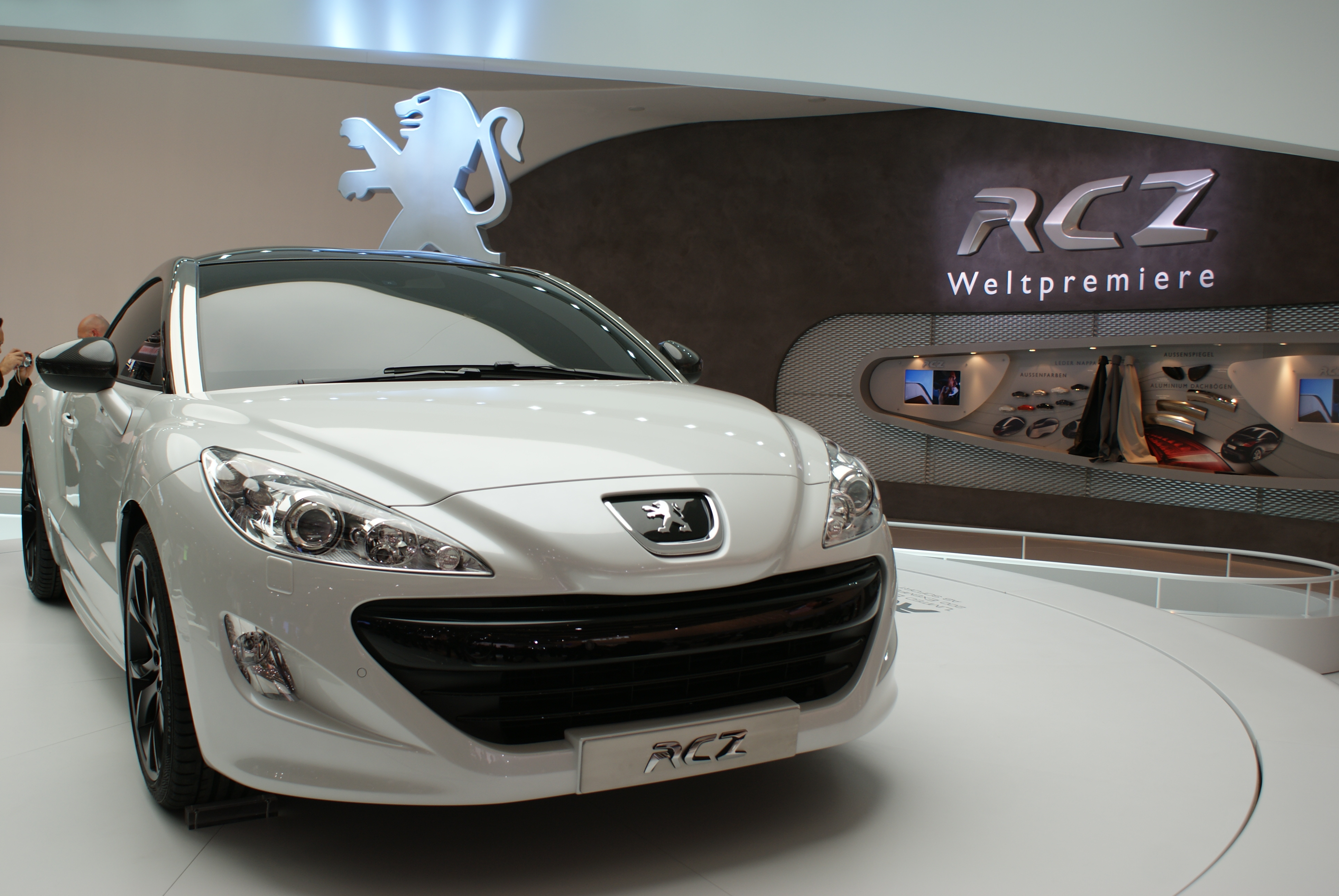
Peugeot RCZ au salon de Francfort.

Un concept car de coupé est sous le nom de Peugeot 308 RCZ au salon de Francfort en septembre 2007, il est basé sur la plate-forme de la 308 et reprend le style avant du véhicule. Pour le modèle de série, Peugeot a choisi l'appellation Peugeot RCZ, faisant le choix de dissocier le véhicule de la famille des 308.